# Ethelsville
Ethelsville is een plaats (town) in de Amerikaanse staat Alabama, en valt bestuurlijk gezien onder Pickens County.

## Demografie
Bij de volkstelling in 2000 werd het aantal inwoners vastgesteld op 81.
In 2006 is het aantal inwoners door het United States Census Bureau geschat op 79, een daling van 2 (-2,5%).

## Geografie
Volgens het United States Census Bureau beslaat de plaats een oppervlakte van
1,5 km², geheel bestaande uit land. Ethelsville ligt op ongeveer 79 m boven zeeniveau.

## Plaatsen in de nabije omgeving
De onderstaande figuur toont de plaatsen in een straal van 24 km rond Ethelsville.